# Christuskirche (Thörl)

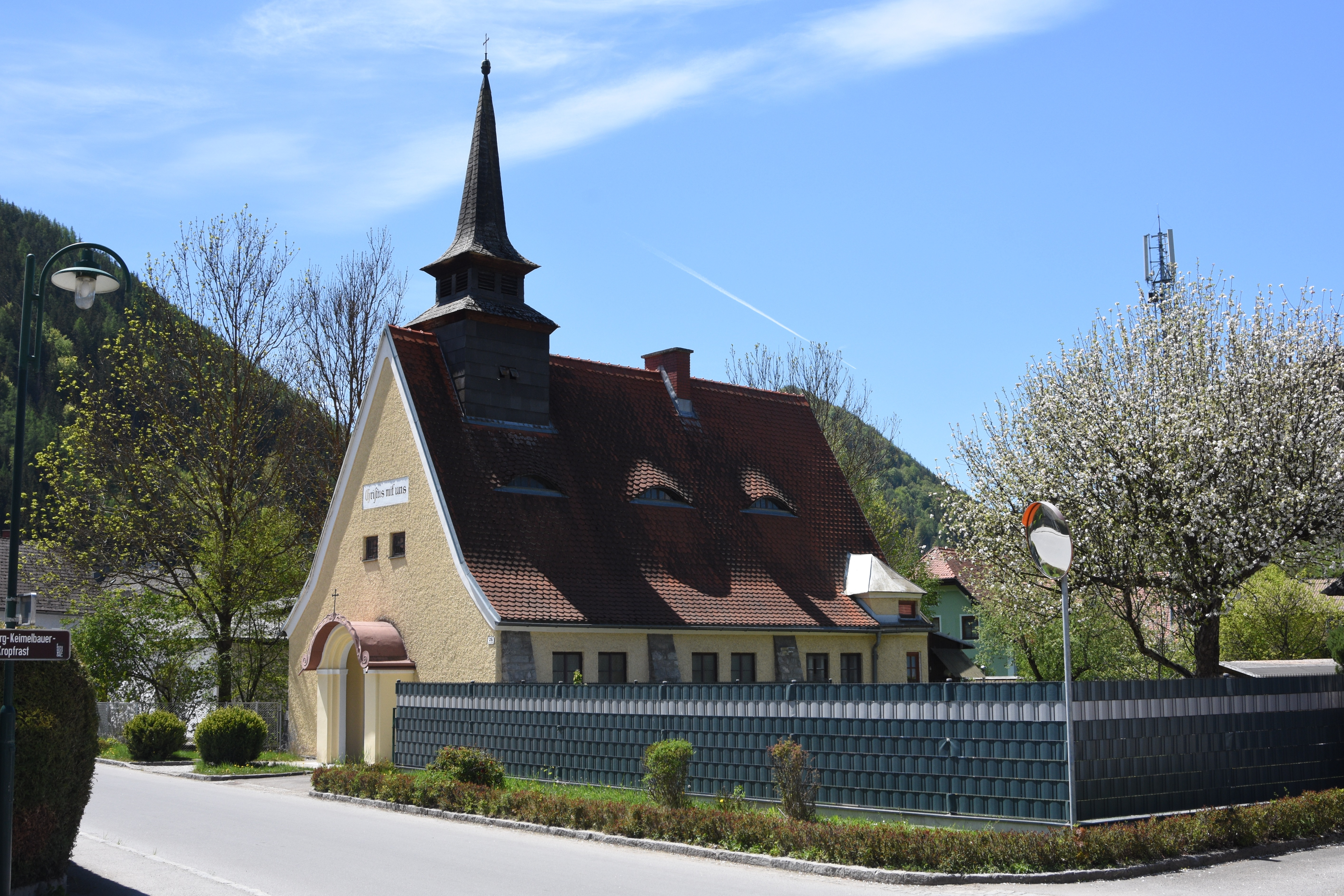
Evangelische Pfarrkirche Thörl

Die Christuskirche ist die evangelische Gemeindekirche von Thörl im politischen Bezirk Bruck-Mürzzuschlag in der Obersteiermark. Der im Ortsteil Palberdsorf gelegene Kirchenbau ist als Filialkirche von Kapfenberg Teil der Evangelischen Superintendentur A. B. Steiermark. Das Gebäude steht unter Denkmalschutz (Listeneintrag).

## Geschichte
1913 wurde seitens der im Jahr zuvor gegründeten Kirchengemeinde in Bruck an der Mur der Antrag zum Bau von jeweils einer Filialkirche in Kapfenberg und Thörl gestellt, von der aber vorerst nur das letztere realisiert wurde. Nach einem Architekturwettbewerb, an dem auch die Architekten Siegfried Theiss und Hans Jaksch aus Wien teilgenommen hatten, wurde der Entwurf des renommierten Berliner Architekten Otto Kuhlmann zur Ausführung bestimmt, von dem auch die Kreuzkirche in Graz und Heilandskirche in Fürstenfeld stammen. Am 24. August 1913 erfolgte die Grundsteinlegung und am 29. Juni 1914 die Einweihung der Kirche.

## Architektur
Der im Stil der Heimatschutzarchitektur entworfene Thörler Kirchenbau ist als hausartiges Bauwerk mit herabgezogenem und von einem Dachreiter bekrönten steilen Satteldach gestaltet. Die niedrigen Seitenmauern mit paarweise angeordneten Fenstern werden von flachen Strebepfeilern artikuliert. Den Innenraum beherrschen die offene Dachkonstruktion und die in Holz ausgeführten Emporen. Im Giebelfeld verweist die Inschrift Christus ist mit uns auf den Namensgeber der Kirche, der einfache Altar zeigt eine Darstellung des Christus am Ölberg.